# Rulf
Příjmení Rulf je v podstatě odvozeninou od starého skandinávského a germánského vlastního jména „Hróðwulf“ a jeho zkrácené formy „Hrólfr“ z dob před 5. stoletím. Hrodwulf je složenina dvou slov „hrod“ což znamená proslulý a „wolf“ neboli vlk, tedy „proslavený vlk“. Norská forma tohoto jména je „Hrolfr“, dánská a švédská forma je „Rolf“. S invazemi Normanů se toto jméno rozšířilo do Evropy na kontinent a ve formě „Roul“ také na Britské ostrovy a to již v období přílivu normanských osadníků dávno před dobytím Británie v roce 1066. Mezi skandinávskými usedlíky zejména v Británii se rozšířilo v podobě „Rou“, „Roul“ nebo v latinské verzi „Rollo“. V současné době je několik desítek forem tohoto jména Rolf, Rolfe, Rolph, Roalfe, Roles, Rollo, Roll, Rolle, Rolles, Rolls, Roif, Roffe, Roaf, Rofe, Roof, Roofe, Rouf, Rouif, Rove, Row, Rowe, Rowes, Rowles, Ruif, Rulf, Rule. Mezi odvozeniny nepatří např. Ralf, který je jiného původu.
Některé zdroje uvádí, že samotná forma Rulf vychází z křestního jména Rolf což znamená “syn Rudolfa“.

## Výskyt v Čechách
V německy psaných záznamech českých matrik před rokem 1850 se objevuje psaná varianta Rülf v mužské formě a Rülfin v ženské formě. To je však pouze důsledek přepisu českých jmen do němčiny při pořizování na farních úřadech. Jméno Rulf je běžně zastoupeno v matričních záznamech v první polovině 18. století např. v obcích na Lounsku a Libochovicku.
| Mužské jméno | Četnost | Ženské jméno | Četnost | Četnost celkem |
| ------------ | ------- | ------------ | ------- | -------------- |
| Rulf         | 230     | Rulfová      | 219     | 449            |
| Roll         | 157     | Rollová      | 203     | 401            |
| Rollo        | 41      | Rollová      | 203     | 401            |
| Rolf         | 60      | Rolfová      | 54      | 114            |
| Roule        | 55      | Roulová      | 63      | 128            |
| Roul         | 10      | Roulová      | 63      | 128            |
| Row          | 1       | Rowe         | 7       | 8              |
| Rule         | 8       | Ruleová      | 5       | 13             |

## Historický výskyt
Ve světové historii se první záznamy tohoto jména objevují na různých místech už v 11. století:
Británie1086 Turstinus filius Rolf, Rou, Roffi v záznamech soupisu obyvatel většiny Anglie – Domesday Book, ve 12. století v Anglii – Roger Rolves, Rolfde Ormesby, Rothof filius Ketelli, Rodulfus filius Ketelli, Robertus filius Rolui, Roulf, Roolf, ve 13. století v Anglii – Robert Rolf, Robert Rolfes, Martin Rof, Robert Rolf, William Roulf, William Rowe, Robert Rolle, Matilda Rolles, Roger Rolves, John Roolf, ve 14. století v Anglii – Robert Roulfes, Juliana Roules, John Rowes, Rodger Rolf
Amerika1582-1622 John Rolfe byl druhým manželem indiánské princezny Pocahontas.

## Známí nositelé tohoto příjmení
- Jiří Rulf (1947–2007) – český básník
- Jan Rulf (1952-1997) - český archeolog
- Isaac Rülf (1831–1902) – židovský učitel, novinář a filozof